# Argostemma hookeri
Argostemma hookeri är en måreväxtart som beskrevs av George King. Argostemma hookeri ingår i släktet Argostemma och familjen måreväxter. Inga underarter finns listade i Catalogue of Life.